# Fernando González Ledesma
Fernando González Ledesma, conegut futbolísticament com a Nando (Mataró, 7 d'abril de 1988) és un futbolista català que juga de migcampista.
Nando va començar a jugar a futbol a l'equip del seu barri, el CF Rocafonda. Posteriorment va estar dos anys a les categories inferiors primer del RCD Espanyol i el segon any d'infantil va fitxar pel CE Mataró, on es va estar sis temporades, l'última debutant amb el primer equip de Tercera Divisió. L'estiu de 2007 va fitxar per l'Atlètic de Madrid, militant dos anys a les files del segon filial matalasser.
El 2009 Nando torna a Catalunya, debutant a Segona Divisió B amb la UDA Gramenet. La temporada següent Nando accepta una oferta de l'equip manxec del CD Puertollano.
La temporada 2011-12 Nando fitxa per la UE Sant Andreu a les ordres de Piti Belmonte, amb qui ja havia coincidit a la UDA Gramenet.